# Pandemia de COVID-19 em Jersey
Este artigo documenta os impactos da Pandemia de COVID-19 na Jersey que é uma dependência do Reino Unido e pode não incluir todas as principais respostas e medidas contemporâneas.

## Cronologia

### Março de 2020
Em 10 março, o primeiro caso foi confirmado, vindo da Itália.